# Sam Kinison
Samuel "Sam" Burl Kinison (8. prosinca 1953. – 10. travnja 1992.), američki glumac i stand-up komičar.
Rodio se u mjestu Yakima, država Washington. Živio je i u Tulsi, država Oklahoma, gdje mu i danas žive roditelji. Tamo je i on jedno vrijeme živio. Srednju školu pohađao je u mjestu East Peoria, Illinois.
Prije nego što je postao glumac, bio je propovjednik. Propovijedanja se morao odreći kad se razveo od prve žene. Nastupio je u showu Davida Lettermana 14. studenog 1985. Mnogi smatraju da mu je to bila ona prijelomna prilika koja mu je donijela popularnost.
Teme njegovih nastupa bile su ljudska seksualnost, dnevni događaji, američka politika, pop kultura, i vjera. Njegov nastup obilježen je napaljenim humorom i žestokim krikovima. Imao je običaj oblačiti neobičnu odjeću. Tijekom života, često je uzimao drogu i alkohol.
Iako razmatran za ulogu Ala Bundya, nije dobio ulogu zbog svoje kontroverznosti. Ipak se pojavio u cameo-ulozi Alova anđela čuvara. Tada je rekao da je bio oženenjen ružnom debelom ženom i da su imali dvoje djece. 
Oženivši se svojom djevojkom, poginuo je u automobilskoj nesreći šest dana nakon vjenčanja. Vozeći svoj bijeli Pontiac, na njega je naletio pijani sedamnaestogodišnji vozač. Njegova žena je preživjela, ali Sam je umro na putu do bolnice. Vozač nije kažnjen pravedno, jer su Samu u krvi nađeni tragovi kokaina. No, prijatelji su tvrdili da je bio 100% trijezan kad se dogodio sudar. Imao je samo 38 godina.

## Vanjske poveznice
- Službena stranica
- Sam Kinison u internetskoj bazi filmova IMDb-u (engl.)
- Interview with Sam's Brother Bill
- A Multimedia Tribute to the Life and Comedy of Sam Kinison
- Sam Kinison Tribute Site by Comedian Screamin Sam
- Clip featuring an example of Kinison's stand up routine  Arhivirana inačica izvorne stranice od 27. ožujka 2007. (Wayback Machine)
- Sam Kinison's Gravesite